# ماگنو ویرا
ماگنو ویرا (به پرتغالی: Magno Silva Vieira) مهاجم اهل برزیل است که در شهر برازیلیا و در تاریخ ۱۳ فوریهٔ ۱۹۸۵ به دنیا آمده‌است.
ماگنو ویرا در تیم‌های فوتبال ویگان اتلتیک سابقهٔ حضور دارد.